# Amphirhoe decora
Amphirhoe decora là một loài bọ cánh cứng trong họ Cerambycidae.